# Ba-Vi
O Ba-Vi é o maior clássico de futebol da Região Nordeste e do estado da Bahia, em que se enfrentam os principais clubes da cidade de Salvador e do Estado da Bahia, o Esporte Clube Bahia e o Esporte Clube Vitória.
Pela grandeza das torcidas, representatividade e tradição dos dois clubes envolvidos, é considerado o maior clássico da Bahia e um dos maiores do Brasil, envolvendo o "Esquadrão de Aço" e o "Leão da Barra", que alimentam essa rivalidade há mais de 80 anos, em confrontos desde 1932.
O primeiro jogo entre os dois clubes foi realizado no antigo Campo da Graça, mas o clássico só viria a atingir a dimensão que possui hoje e atrair um número maior de torcedores graças a construção do antigo Estádio Octávio Mangabeira (atual Arena Fonte Nova), onde foram disputados a grande maioria dos Ba-Vis. De 1995 para cá, muitos clássicos passaram a ser disputados também na casa do Vitória, o Estádio Manoel Barradas, conhecido como Barradão.
Em todas as edições da Copa do Nordeste, o Ba-Vi decidiu três, com duas conquistas do Vitória (1997 e 1999) e uma do Bahia (2002), sendo este o único clássico estadual a atingir uma final do "Nordestão". O Ba-Vi também é um dos poucos clássicos brasileiros em que foram disputados jogos do Campeonato Brasileiro nas Séries A, B e C.
Em 2016, foi eleito pela revista inglesa de esportes FourFourTwo como um dos 50 maiores clássicos entre clubes do mundo, ficando na 42º posição e em 4º entre os brasileiros.

## História

### Os primórdios do clássico

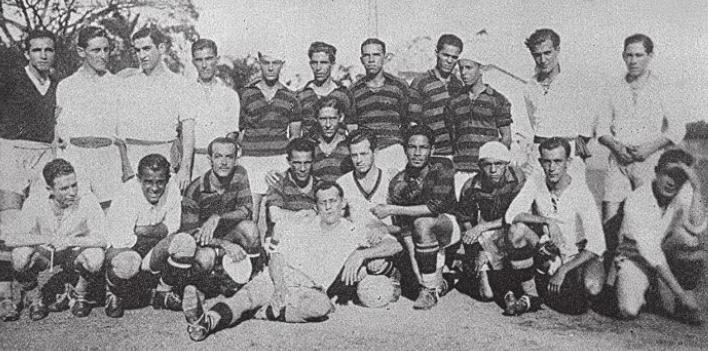
O primeiro Ba-Vi da história, realizado em 1932 no antigo Campo da Graça.

O Bahia, bicampeão do Campeonato Brasileiro de Futebol em 1959 e 1988, e vice em 1961 e 1963, e tetracampeão da Copa do Nordeste (2001, 2002, 2017 e 2021) e o Vitória, campeão da Série B de 2023, vice-campeão brasileiro de 1993 e da Copa do Brasil de 2010, além de tetracampeão da Copa do Nordeste 1997, 1999, 2003 e 2010), construíram sua rivalidade um pouco mais tarde que a maioria dos grandes clássicos do futebol brasileiro.
Isto porque o Bahia, fundado em 1931, à altura do primeiro confronto ainda se popularizava no futebol soteropolitano e baiano. O Vitória, apesar de fundado em 1899 (um dos primeiros clubes do Brasil) e de ter sido um dos pioneiros em criar um departamento de futebol no país, em 1902, só passou a dar real importância ao futebol na década de 1950. Antes, a prioridade do rubro-negro eram os esportes aquáticos, com destaque para o remo. Daí a origem da alcunha "Leões da Barra", visto que muitos dos seus remadores praticavam o esporte na região da Barra.

### O primeiro Ba-Vi
A primeira partida entre os dois clubes, porém, foi realizada muito antes disto. Ainda em 10 de Abril de 1932, às 16h05, no antigo Campo da Graça, Bahia e Vitória se enfrentavam pela primeira vez, em partida apitada por Vivaldo Tavares. Mas, com um detalhe: o Ba-Vi inaugural teve apenas 20 minutos. Isto porque o jogo foi válido pelo Torneio Início do Estadual daquele ano. Tal competição era muito tradicional à época e servia como uma preliminar do Campeonato Baiano. Composta por todos os participantes do estadual, era disputada em jogos eliminatórios de 20 minutos, num mesmo dia e local.
À época do primeiro confronto, a dupla Ba-Vi vivia momentos distintos. O recém-nascido Bahia era só alegria. Fundado em 1931, ano anterior ao jogo, havia conquistado o Campeonato Baiano logo em sua primeira participação. O time era a grande sensação da cidade. Por outro lado, o futebol do já trintão Vitória atravessava uma fase de instabilidade, porque ainda não havia adotado o profissionalismo. Em 1932, o rubro-negro decidiu voltar à disputa do Baianão após um tempo de ausência, talvez motivado pelo sucesso do novato Bahia logo em seu primeiro ano.
| 10 de Abril de 1932 | Bahia             | 3 – 0 | Vitória | Campo da Graça, Salvador    |
| 16:05               | Raúl · Gambarrota |       |         | Árbitro: BA Vivaldo Tavares |

Escalações
Bahia: Teixeira Gomes; Leônidas e Odilon; Mílton, Canoa e Gia; Bayma, Wanderley, Raúl, Rubinho e Gambarrota.
Vitória: Walter; Gilberto e Alencar; Raymundo, Zezito e Carneiro; De-Vecchi, Manelito, Romeu, Coutinho e Zelito Magalhães.
Com um time melhor, mais entrosado, base formada ao longo da campanha do título estadual de 1931, o Bahia foi para cima do futuro arquirrival Vitória, que entrou em campo com um time recém-formado. Logo no primeiro ataque, Gambarrota recebeu na direita, passou por De-Vecchi e chutou por cima do gol. O detalhe é que De-Vecchi era goleiro, mas estava improvisado no meio-de-campo rubro-negro, prova do quão pouco era priorizado o futebol no clube. Perto do fim do primeiro tempo, Raúl recebeu na entrada da área e chutou no cantinho do goleiro Walter, para fazer o primeiro gol da história dos Ba-Vis. O tricolor ia para os vestiários tranquilo. Além do 1 a 0, tinha dois escanteios de vantagem sobre o adversário. O número de "esquinados" era o segundo critério desempate. Gambarrota, de cabeça, e novamente Raúl completaram o placar no segundo tempo, 3 a 0 para o Bahia.
O primeiro clássico oficial e de 90 minutos foi realizado cerca de cinco meses depois, em 18 de Setembro de 1932. A exemplo do que aconteceu no jogo anterior, o Bahia venceu o primeiro Ba-Vi de 90 minutos por 3 a 0. Desta vez, com gols de Guarany, Bayma e Raúl. A partida teve arbitragem de Osvaldo de Souza e renda de um conto (milhão) e 206 mil-réis. A importância do jogo pode ser percebida pelo pouco espaço dado pelo Jornal A Tarde, o principal do estado na época e um dos principais ainda hoje, no periódico de 19 de Setembro de 1932:
| “ | O S.C. Bahia derrotou o S.C. Vitória no encontro de ontem, de 3x0 gols, estes marcados no primeiro tempo, quando o campeão bahiano actuou muito bem, com bello padrão de jogo. Os três pontos foram verdadeiramente techinicos, producto da inteligente combinação das linhas. De todos, o mais bello foi o gol de Raúl, calma, consciência, tendo a frente o beck e o keep, o lado direito de De-Vecchi bem defendido, colocou na esquerda. Só mesmo Araquém marcou um assim, aqui na Graça. O gol só valeu pela partida. | ” |

O primeiro triunfo do Vitória sobre o rival só aconteceria no dia 2 de julho de 1934, pelo placar de 4 a 3. A curiosidade negativa que marcou a primeira vitória do rubro-negro sobre o time que anos depois se tornaria seu grande arquirrival, foi o suicídio do jogador Bitonha, do Bahia. Após discordar da atitude do árbitro Vivaldo Tavares, que ordenara a repetição de um pênalti a favor do Vitória por uma irregularidade na primeira cobrança, Bitonha partiu para cima do juiz e o agrediu. A briga foi tão feia que Vivaldo nem retornou ao gramado. Bitonha, além de receber o cartão vermelho, foi preso ali mesmo. No dia seguinte, ao ver sua foto estampada nos jornais como o principal personagem da confusão, Bitonha envergonhou-se e acabou se suicidando com cianureto.

### A maior goleada
No começo, as goleadas em favor do Bahia eram frequentes. O tricolor baiano já venceu de 10 por duas vezes.
| 8 de Fevereiro de 1939 | Bahia                                                      | 10 – 1 | Vitória | Campo da Graça, Salvador |
| 16:05                  | Vareta · Tintas · Nelson · Antenor · Luiz Viana · Nandinho |        | Mozart  | Árbitro: BA Anísio Silva |

Escalações
Bahia: Menezes; Heitor e Serra; General, Munt e Gia; Antenor, Tintas, Nélson (Nandinho), Jorge (Luiz Viana) e Dedé.
Vitória: Schepi (Henriquinho); Umbelino e Bubu (Heitor); Bengalinha, Mesquita e Zé Catharino; Mozart, Durval, Siri, Raul e Vava Tourinho (Francisco).
| 20 de Novembro de 1938 | Bahia                                  | 10 – 2 | Vitória   | Campo da Graça, Salvador    |
| 16:05                  | Marzol · Vareta · Pedro Amorim · Jorge |        | Manoelito | Árbitro: BA Anísio Teixeira |

Escalações
Bahia: Maia (Menezes); Bahiano e Tarzan (Serra); Mário Ramos, Munt e Gia; Pedro Amorim (Antenor); Marzol, Vareta (Tintas), Kuko e Jorge.
Vitória: Henriquinho; Aloísio I e Olival (Umbelino); Bengalinha, Mozart e Aloísio II; Mesquita, Manoelito, Sirim Mila e Zezé Catharino.

A maior goleada do clássico aconteceu em 1939, quando o Bahia aplicou um imperioso 10 a 1. Ao contrário do ano anterior, que em apenas dois jogos o Vitória havia sofrido 19 gols do rival (um 9 a 4 e outro 10 a 2), no novo ano as coisas aparentavam ter mudado. Em três jogos que haviam ocorrido tivemos equilíbrio, com uma vitória para cada e um empate. No fim daquele ano foi organizado um amistoso com o intuito de arrecadação, marcada para o dia de Nossa Senhora da Conceição da Praia. Por sua vez, o Vitória também teve protagonismo no clássico aplicando algumas goleadas marcantes sobre seu rival, como no ano de 1948 em que fez 7 a 1 no Bahia, e mais recentemente, por 7 a 3 em 2013.

### O surgimento da rivalidade
Os primeiros Ba-Vis da história, porém, não foram cercados por toda a expectativa e rivalidade que cercam os clássicos disputados nos dias de hoje. Afinal, na década de 30 Bahia e Vitória ainda não eram os clubes mais vencedores do estado, e sequer os mais tradicionais da capital, Salvador. Tampouco tinham torcidas representativas. Em 1932, ano do primeiro Ba-Vi, o Bahia completava seu primeiro aniversário. O Vitória, ainda com um futebol semi-amador, vivia a fase de transição para o profissionalismo e o esporte principal disputado no clube era o remo.
A partir da década de 50, com a popularização dos dois clubes que anos mais tarde se tornariam os maiores da Bahia, o Ba-Vi passou a ganhar seus contornos de rivalidade e emoção, fato que tornou cada confronto entre os clubes um imenso atrativo para os baianos, em jogos que sempre atraem milhares de torcedores e geram repercussão nacional.

### Comparativo recente
Com a conquista do Campeonato Brasileiro de 1959 e Campeonato Brasileiro de 1988 pelo Bahia, imaginava-se que o tricolor assumiria de vez o comando do futebol no estado - o tricolor já havia sido tetracampeão baiano de 1981 a 1984 e tricampeão de 1986 a 1988. Entretanto, foi exatamente a partir daí que o Vitória reagiu e diminuiu a hegemonia do futebol baiano, conquistando a maioria dos campeonatos estaduais (em 25 anos, foram 16 títulos estaduais para o rubro-negro), e vencendo a grande maioria dos Ba-Vis desde então.
Diferente das décadas anteriores, o Vitória teve superioridade sobre seu maior rival na década de 2000, foram oito títulos baianos conquistados pelo rubro-negro (2000, 2002, 2003, 2004, 2005, 2007, 2008 e 2009), contra um do tricolor, na edição de 2001. Na década de 2010, o Bahia voltou a ter uma década superior ao rival, com cinco conquistas (2012, 2014, 2015, 2018 e 2019) contra quatro dos rubro-negros (2010, 2013, 2016 e 2017). Na atual década, começando por 2020, o Bahia possui dois títulos de Campeonato Baiano (2020 e 2023) contra uma conquista do Vitória (2024).
Em âmbito regional, ambos possuem quatro conquistas da Copa do Nordeste, onde o tricolor foi campeão nordestino nas edições de 2001, 2002, 2017 e 2021 e o rubro-negro conquistando as edições de 1997, 1999, 2003 e 2010. Essas quatro conquistas para cada lado consolidam os rivais como os maiores campeões do Nordeste.

## Rivalidades anteriores dos dois clubes
Antes do surgimento do Ba-Vi, o Bahia rivalizava com o Galícia, o Ypiranga e o Botafogo de Salvador, confrontos denominados "Clássico das Cores" (contra o Galícia), "Clássico do Povo" (contra o Ypiranga) e "Clássico do Pote" (contra o Botafogo). Os embates do Vitória contra Galícia, Ypiranga e Botafogo só ganhariam contornos de rivalidade mais tarde.
Ainda nos primórdios do futebol baiano e antes mesmo do Bahia ser fundado, o Vitória mantinha também um clássico com o antigo Clube de Natação e Regatas São Salvador, chamado "Ajuste de Contas". O São Salvador era muito popular naquela época, e foi uma das primeiras forças do futebol baiano, bicampeão do Campeonato Baiano nas edições de 1906 e 1907. Atualmente, o clube dedica-se apenas à prática de esportes aquáticos.

## Estatísticas

### Retrospecto geral
- Atualizado até 18 de maio de 2025

| Estatísticas               |              |
| Número de partidas         | 503          |
| Vitórias do Bahia          | 196 (38,77%) |
| Vitórias do Vitória        | 153 (30,42%) |
| Empates                    | 154 (30,62%) |
| Gols marcados pelo Bahia   | 683 (53,68%) |
| Gols marcados pelo Vitória | 591 (46,32%) |
| Total de gols marcados     | 1276         |

### Recordes
- Maior goleada do Bahia: 10x1, 8 de Dezembro de 1939, Campo da Graça; jogo amistoso; 10x2, 20 de Novembro de 1938, Campo da Graça; Campeonato Baiano.
- Maior goleada do Vitória: 7x1, 2 de Julho de 1948, Campo da Graça; jogo amistoso.
- Maior goleador da história dos Ba-Vis: Juvenal (atacante do Vitória nos anos 1940 e 1950), 25 gols.
- Maior goleador do Bahia em Ba-Vis: Carlito (atacante do clube nos anos 1950 e 1960), 21 gols.
- Maior goleador do Bahia num único Ba-Vi: Vareta, 5 gols (Bahia 10x1 Vitória, 8 de Dezembro de 1939); Palito, 4 gols (Bahia 7x2 Vitória, 22 de Setembro de 1940)
- Maior(es) goleador(es) do Vitória num único Ba-Vi: Índio, 4 gols (Vitória 6x5 Bahia, 22 de Abril de 2007); Dinei, 4 gols (Vitória 7x3 Bahia, 12 de Maio de 2013).
- Maior série invicta do Bahia: 17 jogos (8 vitórias e 9 empates, 26 de Março de 1986 a 3 de Julho de 1988).[13]
- Maior série invicta do Vitória: 14 jogos (7 vitórias e 7 empates, 18 de Agosto de 1963 a 3 de Março de 1968).[13]

### Comparativo de títulos
| Competições nacionais, regionais e estaduais | Bahia | Vitória |
| -------------------------------------------- | ----- | ------- |
| Campeonato Brasileiro                        | 2     | 0       |
| Campeonato Brasileiro - Série B              | 0     | 1       |
| Copa do Nordeste                             | 4     | 4       |
| Campeonato Baiano                            | 51    | 30      |
| Torneio Início da Bahia                      | 9     | 11      |
| Taça Estado da Bahia                         | 3     | 3       |
| Total                                        | 69    | 49      |

### Títulos da dupla Ba-Vi por década
| Campeonato Baiano       | Bahia | Vitória |
| ----------------------- | ----- | ------- |
| 1905 a 1909             | 0     | 2       |
| 1910 a 1919             | 0     | 0       |
| 1920 a 1929             | 0     | 0       |
| 1930 a 1939             | 5     | 0       |
| 1940 a 1949             | 6     | 0       |
| 1950 a 1959             | 6     | 3       |
| 1960 a 1969             | 4     | 2       |
| 1970 a 1979             | 9     | 1       |
| 1980 a 1989             | 7     | 3       |
| 1990 a 1999             | 5     | 6       |
| 2000 a 2009             | 1     | 8       |
| 2010 a 2019             | 5     | 4       |
| 2020 a 2029             | 3     | 1       |
| Total                   | 51    | 30      |
| Copa do Nordeste        | Bahia | Vitória |
| 1990 a 1999             | 0     | 2       |
| 2000 a 2009             | 2     | 1       |
| 2010 a 2019             | 1     | 1       |
| 2020 a 2029             | 1     | 0       |
| Total                   | 4     | 4       |
| Torneio Início da Bahia | Bahia | Vitória |
| 1920 a 1929             | 0     | 1       |
| 1930 a 1939             | 5     | 0       |
| 1940 a 1949             | 0     | 5       |
| 1950 a 1959             | 1     | 3       |
| 1960 a 1969             | 2     | 1       |
| 1970 a 1979             | 1     | 0       |
| 1980 a 1989             | 0     | 1       |
| Total                   | 9     | 11      |
| Taça Estado da Bahia    | Bahia | Vitória |
| 2000 a 2009             | 3     | 3       |
| Total                   | 3     | 3       |

## Maiores públicos

### Em Campeonatos Baianos
1. Bahia 1x1 Vitória, 97.240, 7 de agosto de 1994 (neste jogo, foram mais de 100.000 pessoas presentes)
2. Bahia 0x1 Vitória, 90.000, 26 de março de 1972
3. Bahia 0x3 Vitória, 87.725, 23 de fevereiro de 1997
4. Bahia 2x1 Vitória, 87.117, 29 de novembro de 1981
5. Bahia 1x0 Vitória, 84.785, 1 de agosto de 1971
6. Bahia 0x0 Vitória, 84.359, 29 de março de 1998
7. Bahia 0x0 Vitória, 78.881, 27 de maio de 1979
8. Bahia 0x0 Vitória, 76.281, 15 de dezembro de 1974
9. Bahia 2x4 Vitória, 75.044, 6 de abril de 1997
10. Bahia 1x0 Vitória, 74.591, 28 de setembro de 1979
11. Bahia 0x1 Vitória, 72.834, 21 de março de 1976
12. Bahia 3x0 Vitória, 70.160, 7 de agosto de 1988

### Em Campeonatos Brasileiros da Série A
1. Bahia 3x3 Vitória, 79.821, 27 de julho de 1997
2. Vitória 1x1 Bahia, 67.385, 21 de outubro de 2001
3. Bahia 1x1 Vitória, 67.086, 5 de novembro de 1995
4. Bahia 1x0 Vitória, 64.078, 4 de outubro de 2000
5. Vitória 1x1 Bahia, 60.270, 13 de outubro de 1996
6. Bahia 0x0 Vitória, 57,890, 12 de novembro de 1972
7. Bahia 1x0 Vitória, 57.276, 13 de novembro de 1977
8. Bahia 0x1 Vitória, 56,677, 23 de abril de 1978
9. Bahia 4x0 Vitória, 53.683, 9 de julho de 1978
10. Bahia 0x1 Vitória, 49.558, 11 de novembro de 1973

Obs.: Os dados acima se referem apenas a públicos pagantes.

## Resultados
| Vitórias do Bahia | Empate | Vitórias do Vitória |

Em negrito, o nome da equipe vencedora. Entre parênteses, o placar no intervalo do jogo.

### Em Campeonatos Brasileiros
Série A
| #  | Data                    | Estádio          | Mandante | Visitante | Placar        | Gols (casa)                                             | Gols (visitante)                     |
| -- | ----------------------- | ---------------- | -------- | --------- | ------------- | ------------------------------------------------------- | ------------------------------------ |
| 01 | 12 de novembro de 1972  | Fonte Nova       | Bahia    | Vitória   | 0 – 0 (0 – 0) |                                                         |                                      |
| 02 | 11 de novembro de 1973  | Fonte Nova       | Bahia    | Vitória   | 0 – 1 (0 – 1) |                                                         | Mário Sérgio 44'                     |
| 03 | 23 de março de 1974     | Fonte Nova       | Bahia    | Vitória   | 1 – 1 (1 – 1) | Picolé 42'                                              | André Catimba 7'                     |
| 04 | 7 de setembro de 1975   | Fonte Nova       | Bahia    | Vitória   | 1 – 1 (1 – 1) | Douglas 34'                                             | André Catimba 23'                    |
| 05 | 7 de setembro de 1976   | Fonte Nova       | Bahia    | Vitória   | 0 – 0 (0 – 0) |                                                         |                                      |
| 06 | 13 de novembro de 1977  | Fonte Nova       | Bahia    | Vitória   | 1 – 0 (1 – 0) | Freitas 31'                                             |                                      |
| 07 | 23 de abril de 1978     | Fonte Nova       | Bahia    | Vitória   | 0 – 1 (0 – 0) |                                                         | Sivaldo 47'                          |
| 08 | 9 de julho de 1978      | Fonte Nova       | Bahia    | Vitória   | 4 – 0 (4 – 0) | Altimar 7' 38' · Beijoca 35' · Toninho 42'              |                                      |
| 09 | 7 de outubro de 1979    | Fonte Nova       | Bahia    | Vitória   | 1 – 2 (1 – 0) | Botelho 35'                                             | Pita 55' 63'                         |
| 10 | 7 de setembro de 1988   | Fonte Nova       | Bahia    | Vitória   | 1 – 0 (1 – 0) | Bobô 8'                                                 |                                      |
| 11 | 5 de novembro de 1989   | Fonte Nova       | Vitória  | Bahia     | 1 – 2 (0 – 2) | Renato 52'                                              | Gil Sergipano 7' · Charles 17'       |
| 12 | 3 de dezembro de 1989   | Fonte Nova       | Bahia    | Vitória   | 0 – 3 (0 – 1) |                                                         | Hugo 26' 65' 67'                     |
| 13 | 9 de setembro de 1990   | Fonte Nova       | Bahia    | Vitória   | 0 – 1 (0 – 1) |                                                         | Júnior Xavier 20'                    |
| 14 | 17 de fevereiro de 1991 | Fonte Nova       | Bahia    | Vitória   | 0 – 1 (0 – 0) |                                                         | Júnior Guimarães 59'                 |
| 15 | 5 de novembro de 1995   | Fonte Nova       | Bahia    | Vitória   | 1 – 1 (1 – 0) | Raudinei 45'                                            | Wilson 68'                           |
| 16 | 13 de outubro de 1996   | Fonte Nova       | Vitória  | Bahia     | 1 – 1 (1 – 1) | Esquerdinha 31'                                         | Bobô 21'                             |
| 17 | 27 de julho de 1997     | Fonte Nova       | Bahia    | Vitória   | 3 – 3 (2 – 1) | Zinho 13' · Emerson 20' (g.c.) · Everton Luiz 86'       | Bebeto 31' 62' · Túlio Maravilha 72' |
| 18 | 4 de outubro de 2000    | Fonte Nova       | Bahia    | Vitória   | 1 – 0 (1 – 0) | Iranildo 25'                                            |                                      |
| 19 | 21 de outubro de 2001   | Fonte Nova       | Vitória  | Bahia     | 1 – 1 (1 – 0) | Váldson 6'                                              | Nonato 54'                           |
| 20 | 3 de novembro de 2002   | Barradão         | Vitória  | Bahia     | 1 – 0 (1 – 0) | Fernando 38'                                            |                                      |
| 21 | 15 de junho de 2003     | Fonte Nova       | Bahia    | Vitória   | 2 – 1 (1 – 1) | Lino 19' · Nonato 59'                                   | Nádson 34'                           |
| 22 | 12 de outubro de 2003   | Barradão         | Vitória  | Bahia     | 2 – 1 (1 –1 ) | Alexandro Goiano 32' · Samir 80'                        | Preto Casagrande 23'                 |
| 23 | 21 de julho de 2013     | Arena Fonte Nova | Vitória  | Bahia     | 0 – 0 (0 – 0) |                                                         |                                      |
| 24 | 9 de outubro de 2013    | Arena Fonte Nova | Bahia    | Vitória   | 2 – 0 (2 – 0) | Rafael Miranda 16' · Fernandão 26'                      |                                      |
| 25 | 11 de maio de 2014      | Arena Fonte Nova | Bahia    | Vitória   | 1 – 1 (0 – 1) | Souza 38'                                               | Pará 90+1'                           |
| 26 | 21 de setembro de 2014  | Arena Fonte Nova | Vitória  | Bahia     | 2 – 1 (1 – 1) | Kadu 8' · Luiz Gustavo 52'                              | Kieza 5'                             |
| 27 | 2 de julho de 2017      | Barradão         | Vitória  | Bahia     | 0 – 0 (0 – 0) |                                                         |                                      |
| 28 | 22 de outubro de 2017   | Arena Fonte Nova | Bahia    | Vitória   | 2 – 1 (0 – 0) | Stiven Mendoza 46' · Edigar Junio 88'                   | Wallace 82'                          |
| 29 | 22 de julho de 2018     | Arena Fonte Nova | Bahia    | Vitória   | 4 – 1 (2 – 0) | Zé Rafael 14' · Vinícius 25' · Tiago 65' · Gilberto 66' | Lucas 72'                            |
| 30 | 11 de novembro de 2018  | Barradão         | Vitória  | Bahia     | 2 – 2 (1 – 1) | Léo Ceará 7' · Léo Ceará 66'                            | Nílton 38' · Ramires 70'             |
| 31 | 21 de abril de 2024     | Barradão         | Vitória  | Bahia     | 2 – 2 (1 – 0) | Matheusinho 20' · Wagner Leonardo 57'                   | Biel 69' · Everaldo 72'              |
| 32 | 11 de agosto de 2024    | Arena Fonte Nova | Bahia    | Vitória   | 2 – 0 (1 – 0) | Éverton Ribeiro 15' · Luciano Juba 90+7'                |                                      |
| 33 | 18 de maio 2025         | Arena Fonte Nova | Bahia    | Vitória   | 2 – 1 (1 – 0) | Erick Pulga 22' · Michel Araújo 65'                     | Renato Kayzer 53'                    |

Série B
| #  | Data                 | Estádio          | Casa    | Visitante | Placar        | Gols (casa)                                                     | Gols (visitante)                             |
| -- | -------------------- | ---------------- | ------- | --------- | ------------- | --------------------------------------------------------------- | -------------------------------------------- |
| 01 | 4 de junho de 2005   | Fonte Nova       | Bahia   | Vitória   | 0 – 0 (0 – 0) |                                                                 |                                              |
| 02 | 4 de julho de 2015   | Barradão         | Vitória | Bahia     | 4 – 1 (1 – 0) | Guilherme Mattis 4' · Escudero 63' · Rogério 76' · Robert 90+4' | Maxi Biancucchi 86'                          |
| 03 | 3 de outubro de 2015 | Arena Fonte Nova | Bahia   | Vitória   | 1 – 3 (1 – 1) | Kieza 1'                                                        | Escudero 28' · Rhayner 58' · Diego Renan 83' |

Série C
| #  | Data                  | Estádio          | Casa    | Visitante | Placar        | Gols (casa)      | Gols (visitante)                           |
| -- | --------------------- | ---------------- | ------- | --------- | ------------- | ---------------- | ------------------------------------------ |
| 01 | 2 de novembro de 2006 | Barradão         | Vitória | Bahia     | 1 – 2 (0 – 1) | Sandro 78'       | Elias 43' · Ednei 46'                      |
| 02 | 5 de novembro 2006    | Joia da Princesa | Bahia   | Vitória   | 1 – 2 (0 – 1) | André Pastor 87' | Leandro Domingues 37' · Jorge Henrique 79' |

## Partidas históricas

### A favor do Bahia
Bahia 2x1 Vitória (1976)
O Vitória saiu na frente com Osni, de pênalti, no 1° tempo. No 2° tempo, houve mais um pênalti contra o Bahia, Osni cobrou e o goleiro defendeu. Logo depois da defesa, o Bahia contra-atacou e empatou com Douglas e depois Beijoca virou o placar. Esse jogo representou a largada para o tetra estadual do Bahia.
Bahia 4x0 Vitória (1978)
Campeonato Brasileiro de 1978. Uma Vitória por mais de dois gols de diferença valia três pontos, e o Bahia precisava disso. Pela primeira vez, as palavras do locutor do Fantástico: o Bahia goleou o Vitória "com os gols mais bonitos da rodada!". Realmente, foi uma tarde de lindos gols, todos no primeiro tempo: dois do meia Altimar (o primeiro logo no início, encobrindo de primeira, e de fora da área, o bom goleiro Gelson), outro do artilheiro Beijoca (em tabelinha espetacular, de quatro toques, com Douglas) e o último, do lateral direito Toninho (num chute de fora da área, no ângulo).
Bahia 1x0 Vitória (1979)
O Vitória era favorito ao título baiano, mas no 2° tempo o tricolor Fito Neves deu chute forte do "meio da rua" e o goleiro rubro-negro Gelson cometeu uma falha. Bahia heptabaiano.
Bahia 3x0 Vitória (1988)
O Bahia bateu fácil seu rival. No 3° gol, o goleiro leonino agrediu o atacante tricolor Osmar, gerando uma verdadeira batalha campal. A diretoria do Vitória tentou pedir em vão anulação do jogo, alegando que a partida não tinha acabado e todos os jogadores foram expulsos (com exceção do agredido Osmar). O tricampeonato baiano foi confirmado para o Bahia.
Bahia 1x1 Vitória (1994)
Foi o clássico Ba-Vi de maior público no Estádio da Fonte Nova. O Bahia começou mal o estadual, mas deu a volta por cima, chegando na final contra o Vitória precisando apenas do empate. No 1° tempo, o Bahia domina, perde grandes chances com Uéslei e Zé Roberto e no final desta etapa Dão fez 1 a 0 para o rubro-negro. No 2° tempo, o Vitória domina o jogo e também perde chances de conquistar o título através de Fabinho e Alex Alves. Nos acréscimos do jogo, quando a torcida tricolor saía do estádio decepcionada, em contraste com a alegria da torcida leonina, ocorre o inesperado quando o goleiro Jean toca a bola para Missinho, que lança para Advaldo, que resvalou de cabeça para Souza, que também resvalou de cabeça para Raudinei, aos 46 mim do segundo tempo, empatar o jogo. Delírio total da massa tricolor e desespero para torcida leonina. Bahia bi-baiano.
Vitória 2x2 Bahia (2002)
Vitória chegou como favorito ao título do Campeonato do Nordeste de 2002 na final contra o Bahia. Na partida de ida, na Fonte Nova, o Bahia venceu o rival por 3 a 1. Na partida de volta, no Barradão, o Vitória teria que vencer por dois gols de diferença para ganhar este campeonato. No 2° tempo, aos 6 minutos, Róbson Luís fez 1 a 0 para o Vitória, mas Nonato empatou aos 17 para o Bahia. Aos 21, Fernando desempatou de pênalti a favor do Vitória. A taça parecia que iria ficar com o rubro-negro, em função da pressão contra o Bahia, mas aos 41 minutos, num contra-ataque, Nonato empatou de cabeça e deu o título ao Bahia. Bahia Bi da Copa do Nordeste, e consagração de Nonato, maior artilheiro do Bahia no século XXI.
Vitória 1x4 Bahia (2008)
O Bahia havia ganhado os dois primeiros Ba-Vis do ano. Uma vez no Barradão (2 a 0) e outra vez em Feira de Santana (1 a 0), mas foi nesse Ba-Vi que a torcida do Bahia fez a sua verdadeira festa. O Tricolor deu um banho de bola no rival rubro-negro. Com gols de Alison, Elias e Rogério (duas vezes), o Bahia goleou por 4 a 1.
Bahia 3x3 Vitória (2012)
Uma semana antes, o Bahia havia empatado primeira partida da final no Barradão por 0 a 0 e precisava de um simples empate para ser campeão, já que tinha feito melhor campanha durante primeira fase do Campeonato Baiano, enquanto que só um triunfo interessava ao Vitória para levar o título. Em um Pituaçu completamente lotado, o Vitória tomou iniciativa do jogo logo nos minutos iniciais, e com apenas 4 minutos de partida abriu o placar com gol de Neto Baiano. Mas alguns minutos depois o Bahia chegou ao empate com gol de Fahel. Aos 46 minutos, o Bahia virou o placar com gol de Gabriel e o primeiro tempo terminou 2 a 1 para o Bahia. Aos 8 minutos do segundo tempo, novamente Neto Baiano, desta vez cobrando pênalti, empatou novamente o clássico. Apenas três minutos depois, aos 11, Dinei fez o gol e decretou mais uma virada na partida, desta vez para o lado rubro-negro. 3 a 2. Com esse placar o Vitória levaria o título, mas aos 26 minutos Diones empatou a partida outra vez. 3 a 3. O resultado decretou o 44º título estadual do Bahia, após um jejum de 11 anos, já que o último título estadual do clube foi em 2001. Festa tricolor em Pituaçu, num dos Ba-Vis mais emocionantes da história recente.

### A favor do Vitória
Vitória 4x3 Bahia (1956)
Válido pela decisão do Campeonato Baiano de 1955, pela primeira vez Vitória e Bahia decidiam o estadual na antiga Fonte Nova. O Vitória chegou a fazer 4 a 1, mas o Bahia encostou no marcador trazendo mais emoção aos minutos finais do jogo. O detalhe curioso é que a partida foi jogada em 1º de janeiro de 1956, data do aniversário do tricolor.
Vitória 3x1 Bahia (1972)
Com um timaço que até hoje é considerado um dos melhores formado pelo Vitória, o "Leão da Barra" chegou à decisão de 1972 em grande desvantagem. Para levar o título tinha por obrigação de vencer as duas partidas decisivas. Um único empate em qualquer das partidas dava o título ao Tricolor. Mas o onze vermelho e preto que contava com feras como Osni, Mário Sérgio e o matador André Catimba não se intimidou com a vantagem do Bahia e venceu a primeira partida por 2 a 1 com dois gols de Mário Sérgio. Na decisiva, triunfo ainda mais folgado, 3 a 1, com dois gols de Osni e soberba atuação de André Catimba.
Vitória 1x0 Bahia (1992)
Gol de Arturzinho, o Vitória jogava com nove jogadores desde o início do primeiro tempo e mesmo assim dominou o jogo e venceu o Bahia.
Vitória 3x2 Bahia (2003)
Em 23 de fevereiro de 2003, o Bahia vencia por 2 a 0 até o finalzinho do segundo tempo. Faltando quinze minutos para o final do jogo, o atacante Nádson entrou em campo e marcou três gols, decretando a vitória de virada para delírio da torcida rubro-negra.
Vitória 6x2 Bahia (2005)
Clássico realizado no Barradão em 20 de fevereiro de 2005 e válido pelo Campeonato Baiano de Futebol de 2005. O jogo foi destacável pelo amplo domínio do aplicado pelo Vitória, que pressionou seu arquirrival do início ao fim e foi premiado com uma das maiores goleadas da história do Ba-Vi.
Vitória 2x2 Bahia (2005)
Válido também pelo Campeonato Baiano daquele ano, só que desta vez no primeiro jogo da final. O Vitória jogava por dois empates. O Bahia fez 1 a 0 logo no início do jogo. O zagueiro Marcelo Heleno, então, empatou, e protagonizou uma comemoração inusitada, mastigando a grama da Fonte Nova em sinal de "raça". O Bahia novamente abriu vantagem e aos 44 minutos do segundo tempo o meia Xavier emocionou a todos com o gol de empate, que seria o gol do título, já que o jogo de volta terminou empatado em 0 a 0.
Bahia 5x6 Vitória (2007)
Jogo realizado no dia 22 de abril, também válido pelo Campeonato Baiano de 2007, mas agora na fase do Quadrangular Final. Um jogo histórico. 65 mil pessoas compareceram ao Estádio da Fonte Nova, e viram o Bahia marcar o primeiro gol do jogo logo aos quatro minutos do 1° tempo, com Danilo Rios. Depois de trinta minutos de domínio tricolor, o rubro-negro empatou e virou a partida em cinco minutos com Jackson, aos 30, e Índio, aos 35 minutos. Fausto, aos 38, e novamente Danilo Rios, aos 45, viraram mais uma vez a partida, dessa vez para o tricolor. O 2° tempo já começou com um pênalti marcado para o Vitória, que Índio bateu e fez: 3 a 3. A arrancada rubro-negra viria em apenas cinco minutos com Apodi e novamente Índio, com dois gols aos 20 e 25 minutos, respectivamente, fazendo 5 a 3 para o Leão. O jogo parecia definido, os dois times exaustos dentro de campo, rubro-negros vibrando e tricolores lamentando. Mas Ba-Vi é Ba-Vi: em três minutos o Bahia conseguiu arrancar o empate num jogo dito como terminado com Fábio Saci e Rafael Bastos, aos 41 e 44 minutos. Sensação de decepção nos jogadores do Vitória e de realização nos do Bahia, por terem arrancado um empate tão heroicamente. Mas ainda restavam alguns segundos de jogo, boa parte da torcida já ia embora quando Índio, que já havia marcado um hat-trick na partida, dominou a bola fora da área tricolor e chutou no canto do goleiro Paulo Musse, completando um histórico 6 a 5, que fez com que toda a massa rubro-negra delirasse nas arquibancadas. Ao final da partida, alguns segundos depois, ainda era difícil de acreditar, tanto tricolores como rubro-negros pareciam incrédulos, apesar de demonstrarem essa sensação bem diferentemente, uns choravam e outros gritavam de alegria, embora todos soubessem o que acabavam de ter testemunhado: um dos maiores clássicos de todos os tempos.
Bahia 1x5 Vitória (2013)
Jogo que marcou a inauguração da Arena Fonte Nova, válido pela 4ª rodada do Campeonato Baiano de 2013. Sem deixar dúvidas, o Vitória goleia impiedosamente o Bahia num jogo espetacular, calando a torcida tricolor que detinha o mando de campo. Renato Cajá marcou o primeiro gol da Arena e entrou para a história do novo estádio. Somente pelo fato desta edição do clássico ter marcado a inauguração de um dos estádios da Copa do Mundo, o jogo ganhou muito mais repercussão do que os anteriores, foi acompanhado ao vivo por torcedores de todo o Brasil através do canal a cabo SporTV, e teve até divulgação internacional através do site da FIFA. Os demais gols da partida foram marcados por Maxi Biancucchi, Michel, Vander e Escudero, finalizando o 5 a 1 que ficará marcado na história do clássico Ba-Vi e, principalmente, da recém-inaugurada Arena Fonte Nova.
Bahia 3x7 Vitória (2013)
Novamente em partida válida pelo Campeonato Baiano daquele ano, desta vez no primeiro jogo da final, realizado na Arena Fonte Nova e outra vez com mando de campo tricolor. Mesmo tendo a vantagem do empate por ter feito melhor campanha durante o estadual, o Vitória vem à campo extremamente motivado, com um time nitidamente mais entrosado em suas jogadas, de maior qualidade técnica e precisão nas conclusões, e cerca de um mês depois do 5 a 1, desta vez faz 7 gols e aplica mais uma goleada sobre o seu rival. O atacante Dinei foi o grande artilheiro da partida, com quatro gols, e os outros três foram marcados por Gabriel Paulista, Fabrício e Maxi Biancucchi.
Vitória 3 x 2 Bahia (2024)
Em 31 de março de 2024, o Vitória arrancou uma virada épica contra o Bahia no 1º jogo da final do Campeonato Baiano daquele ano, com uma vitória por 3 a 2, e ficou próximo do título estadual, depois de um jejum de 7 anos sem a conquista. No primeiro confronto da final no estádio do Barradão, com torcida única rubro-negra, o Leão perdia por 2 a 0 para o Tricolor , até os 21 minutos do segundo tempo, com gols marcados por Cauly e Thaciano. Aos 22 minutos,a história do jogo começou a mudar, graças a dois atacantes saídos do banco de reservas. Primeiro Matheus Gonçalves diminuiu para o Leão, e depois ele mesmo marcou o gol de empate aos 44 minutos. O gol da virada foi de Yuri Castilho, já nos acréscimos, para loucura dos mais de 30 mil torcedores presentes no Barradão. O 2º jogo da final foi realizado no dia 07 de abril, o Vitória empatou por 1 a 1 contra o Bahia, diante de mais de 48 mil torcedores na Arena Fonte Nova, e confirmou o titulo. Com a conquista, o Vitória manteve o tabu de nunca perder um titulo de campeonato baiano depois de ganhar o primeiro jogo da final.. Foi o 30º título estadual da história do clube.

## Confrontos em decisão de títulos

### Campeonatos Baianos
O Bahia venceu as finais de 1947 (3 a 1), 1950 (2x1, 3x4 e 3x1), 1958 (1x0), 1959 (1x1), 1974 (1x0), 1975 (0x0), 1976 (2x1 e 1x0), 1979 (2x1, 0x0 e 1x0), 1981 (2x1), 1993 (0x0), 1998 (2x0 e 0x1), 2012 (0x0 e 3x3), 2014 (2x0 e 2x2), 2018 (2x1 e 1x0), 2025 (2x0 e 1x1) No total, 15 vezes.
O Vitória ganhou as finais de 1955 (3x0, 1x2 e 4x3), 1957 (2x0), 1964 (2x1, 1x2, 2x1), 1972 (2x1 e 3x1),1992 (3x3), 1997 (3x0 e 0x1), 2000 (1x1 e 3x1), 2004 (1x1 e 1x0), 2005 (2x2 e 0x0), 2009 (2x1 e 2x2), 2010 (1x0 e 1x2), 2013 (7x3 e 1x1), 2016 (2x0 e 0x1), 2017 (1x1 e 0x0) e 2024 (3x2 e 1x1). No total, 15 vezes.

### Copas do Nordeste
O Bahia ganhou a final na edição de 2002 (3x1 e 2x2).
O Vitória venceu as finais em 1997 (3x0 e 1x2) e 1999 (2x0 e 0x1).

## Estatísticas gerais[21]
- 1º Ba-Vi da história: (10 de Abril de 1932, Campo da Graça), Bahia 3 x 0 Vitória – Campeonato Baiano.
- 1º Ba-Vi na Fonte Nova: (14 de Outubro de 1951), Bahia 2 x 3 Vitória – Campeonato Baiano.[22]
- 1º Ba-Vi no Barradão: (3 de Novembro de 1991), Vitória 0 x 0 Bahia – Campeonato Baiano.
- 1º Ba-Vi em Pituaçu: (2 de Abril de 1995), Bahia 0 x 2 Vitória – Campeonato Baiano.
- 1º Ba-Vi na Arena Fonte Nova: (7 de Abril de 2013), Bahia 1 x 5 Vitória – Campeonato Baiano.[23]
- 1º empate em Ba-Vis: (27 de Junho de 1940, Campo da Graça ), Bahia 1 x 1 Vitória – Campeonato Baiano.
- 1º Ba-Vi sem gols: (2 de Setembro de 1945, Campo da Graça), Vitória 0 x 0 Bahia – Campeonato Baiano.
- 1º Ba-Vi pelo Campeonato Brasileiro de Futebol - Série A: (12 de Novembro de 1972, Fonte Nova), Bahia 0 x 0 Vitória – Campeonato Brasileiro de 1972.
- 1º Ba-Vi pelo Campeonato Brasileiro de Futebol - Série B: (4 de Junho de 2005, Fonte Nova), Bahia 0 x 0 Vitória.
- 1º Ba-Vi pelo Campeonato Brasileiro de Futebol - Série C: (2 de Novembro de 2006, Barradão), Vitória 1 x 2 Bahia.
- 1º Ba-Vi pela Copa do Nordeste de Futebol: (18 de Maio de 1997, Fonte Nova), Vitória 3 x 0 Bahia.
- 1º amistoso em Ba-Vis : (2 de Julho de 1934, Campo da Graça), Bahia 3 x 4 Vitória.
- 1ª vitória do Vitória em Ba-Vis: (21 de Junho de 1934, Campo da Graça), Vitória 4 x 1 – Campeonato Baiano.
- 1ª goleada do Bahia em Ba-Vis:(18 de Setembro de 1932, Campo da Graça), Bahia 3 x 0 Vitória – Campeonato Baiano.
- 1ª goleada do Vitória em Ba-Vis: (21 de Junho de 1934, Campo da Graça), Vitória 4 x 1 – Campeonato Baiano.
- Partida com maior número de gols: 12 gols no jogo Bahia 10 x 2 Vitória, no Campo da Graça – Campeonato Baiano de 1938 (1º campeonato).
- 1º gol do Bahia em Ba-Vis: Guarani, (3 a 0 para o Bahia) em 18 de Setembro de 1932 – Campeonato Baiano.
- 1º gol do Vitória em BaVis: Mila, (3 a 2 para o Bahia) em 14 de Maio de 1933 – Campeonato Baiano.
- Menor público em Ba-Vis: 860 pagantes no Campo da Graça, no jogo Vitória 4 x 1 Bahia – Campeonato Baiano de 1934.
- 1º Ba-Vi fora de Salvador: Jogo realizado em Simões Filho (21 de Março de 1984), Vitória 1 x 0 Bahia.
- Gol mais rápido em Ba-Vis: Jogo realizado na Arena Fonte Nova (3 de Outubro de 2015), marcado por Kieza (Bahia) aos 19 segundos do 1º tempo – Campeonato Brasileiro de 2015 - Série B.
- 35 jogos foram disputados entre Bahia e Vitória por Brasileiros, sendo 30 pela Série A, três pela Série B e mais dois pela Série C. O rubro-negro venceu doze, o tricolor dez e ainda ocorreram treze empates.